# Funkcje wykonawcze
Funkcje wykonawcze (zbiorczo określane jako funkcje wykonawcza oraz kontrola poznawcza) – zestaw procesów poznawczych, które są niezbędne do poznawczej kontroli zachowania: wybieranie i skuteczne monitorowanie zachowań, które ułatwiają osiągnięcie wybranych celów. Funkcje wykonawcze obejmują podstawowe procesy poznawcze, takie jak kontrola uwagi, hamowanie poznawcze, kontrola hamowania, pamięć robocza i elastyczność poznawcza. Funkcje wykonawcze wyższego rzędu wymagają jednoczesnego wykorzystania wielu podstawowych funkcji wykonawczych i obejmują planowanie i „płynną” inteligencję (umiejętności takie jak rozumowanie i rozwiązywanie problemów).
Funkcje wykonawcze stopniowo rozwijają się i zmieniają w ciągu życia jednostki i można je poprawić w dowolnym momencie w trakcie życia. Podobnie mogą na nie niekorzystnie wpływać różne zdarzenia, które mają wpływ na jednostkę.  Do pomiaru funkcji wykonawczych stosuje się zarówno testy neuropsychologiczne (np. oparte na efekcie Stroopa), jak i skale oceniające. Zwykle te pomiary wykonywane są jako część bardziej kompleksowego badania neuropsychologicznego w celu zdiagnozowania zaburzeń neurologicznych i psychiatrycznych. Istnieje znacząca rozbieżność między badaniami prowadzonymi w Polsce i za granicą. Wiąże się to z barierą językową – dostępem do metod diagnostycznych, które mają polską adaptację. Fakt ten ma negatywny wpływ na ocenę funkcji wykonawczych i diagnostykę w kontekście klinicznym i na badania akademickie funkcji wykonawczych.
Kontrola poznawcza i kontrola bodźców, która jest powiązana z warunkowaniem instrumentalnym i klasycznym, reprezentują przeciwstawne procesy (odpowiednio wewnętrzne i zewnętrzne/środowiskowe), które konkurują o kontrolę wywoływanych zachowań jednostki; w szczególności kontrola hamująca jest niezbędna do unieważnienia reakcji behawioralnych na bodźce (kontrola zachowania przez bodźce). Kora przedczołowa jest konieczna, ale niewystarczająca do wykonywania funkcji wykonawczych; na przykład jądro ogoniaste i jądro niskowzgórzowe również odgrywają rolę w pośredniczeniu w kontroli hamowania.  
Kontrola poznawcza jest upośledzona w przypadku uzależnień, ADHD, spektrum zaburzeń autystycznych i szeregu innych zaburzeń ośrodkowego układu nerwowego. Reakcje behawioralne w odpowiedzi na bodźce które są związane z określonym bodźcem nagradzającym, mają tendencję do dominowania nad innymi zachowaniami w przypadku uzależnienia. 

## Neuroanatomia
Historycznie rzecz biorąc, funkcje wykonawcze były postrzegane jako regulowane przez obszary przedczołowe płatów czołowych ale obecnie prawdziwość tej tezy jest dysputowana i badana. Chociaż artykuły na temat zmian w płatach przedczołowych często odnoszą się do zaburzeń funkcji wykonawczych i odwrotnie, w przeglądzie stwierdzono wskazania czułości, ale nie swoistości pomiarów funkcji wykonawczych w funkcjonowaniu płata czołowego. Oznacza to, że zarówno czołowe, jak i nieczołowe obszary mózgu są niezbędne do prawidłowego działania funkcji wykonawczych. Prawdopodobnie płaty czołowe muszą uczestniczyć w praktycznie wszystkich funkcjach wykonawczych, ale nie są jedyną zaangażowaną strukturą mózgu. 
Neuroobrazowanie i badania zmian chorobowych zidentyfikowały funkcje, które są najczęściej związane z określonymi regionami kory przedczołowej i obszarami z nią związanymi.
- Grzbietowo-boczna kora przedczołowa (DLPFC) bierze udział w przetwarzaniu informacji „on-line”, takim jak integracja różnych wymiarów poznania i zachowania[10]. Jako taki, ten obszar został powiązany z płynnością werbalną i projektową, zdolnością do planowania, hamowania reakcji, pamięci roboczej, umiejętności organizacyjnych, rozumowania, rozwiązywania problemów i abstrakcyjnego myślenia[5][11].

- Kora przedniego zakrętu obręczy (ACC) bierze udział w emocjonalnych popędach, doświadczeniach i integracji[10]. Powiązane funkcje poznawcze obejmują hamowanie niewłaściwych odpowiedzi, podejmowania decyzji i zachowań motywowanych. Zmiany w tym obszarze mogą prowadzić do stanów niskich potrzeb i aktywności, takie jak apatia, abulia lub mutyzm akinetyczny a także może doprowadzić do stanów niskich potrzeb i aktywności dla podstawowych potrzeb jak jedzenie lub picie i ewentualnie zmniejszenie zainteresowania działaniami społecznymi/zawodowymi i seksem[12].
- Kora oczodołowo-czołowa (OFC) odgrywa kluczową rolę w kontroli impulsów, monitorowaniu zachowań i konwencji społecznych. Kora oczodołowo-czołowa odgrywa również rolę w przedstawianiu wartości nagród opartych na bodźcach sensorycznych i ocenie subiektywnych doświadczeń emocjonalnych[13].  Uszkodzenia mogą powodować impulsywność, wybuchy agresji, rozwiązłość seksualną i zachowania aspołeczne[5].

Móżdżek również bierze udział w regulacji sprawności poznawczej człowieka i pewnych funkcji wykonawczych

## Hipotetyczna rola
Uważa się, że system wykonawczy jest silnie zaangażowany w radzenie sobie z nowymi sytuacjami poza domeną niektórych z naszych „automatycznych” procesów psychologicznych, które można wytłumaczyć odtwarzaniem wyuczonych schematów poznawczych lub ustalonych zachowań. Psychologowie Don Norman i Tim Shallice przedstawili pięć typów sytuacji, w których rutynowa aktywacja zachowania nie wystarczyłaby do uzyskania optymalnej wydajności: 
1. Sytuacje obejmujące planowanie lub podejmowanie decyzji
2. Sytuacje obejmujące korekcję błędów lub rozwiązywanie problemów
3. Sytuacje, w których reakcje nie są dobrze przećwiczone lub zawierają nowe sekwencje działań
4. Sytuacje niebezpieczne lub trudne technicznie
5. Sytuacje, które wymagają przezwyciężenia silnej nawykowej reakcji lub opierania się pokusie.

Reakcja prepotentna to odpowiedź, w przypadku której dostępne jest natychmiastowe wzmocnienie (pozytywne lub negatywne) lub było z nią wcześniej związane.
Funkcje wykonawcze są często wywoływane, gdy konieczne jest zastąpienie prepotentnych reakcji, które w przeciwnym razie mogłyby być automatycznie wywołane przez bodźce w środowisku zewnętrznym. Na przykład, po otrzymaniu potencjalnie satysfakcjonującego bodźca, takiego jak smaczny kawałek ciasta czekoladowego, można automatycznie zareagować ugryzieniem. Jednakże, gdy takie zachowanie koliduje z planami wewnętrznymi (np. rezygnacja z jedzenia ciasta czekoladowego na diecie), funkcje wykonawcze mogą być zaangażowane w hamowanie tego zachowania
Chociaż tłumienie tych prepotentnych reakcji jest zwykle uważane za adaptacyjne, problemy w rozwoju jednostki pojawiają się, gdy poczucie dobra i zła jest nadrzędne w stosunku do oczekiwań kulturowych lub gdy impulsy twórcze są zastępowane przez zahamowania wykonawcze.

## Rozwój
Funkcje wykonawcze należą do ostatnich funkcji umysłowych, które osiągają dojrzałość. Wynika to z opóźnionego dojrzewania kory przedczołowej, która jest całkowicie mielinizowana dopiero w trzeciej dekadzie życia człowieka. Rozwój funkcji wykonawczych zwykle następuje gwałtownie, gdy pojawiają się nowe umiejętności, strategie i formy świadomości. Uważa się, że te gwałtowne etapy rozwoju odzwierciedlają wydarzenia związane z dorastaniem w czołowych obszarach mózgu. Wydaje się, że kontrola uwagi pojawia się w okresie niemowlęcym i rozwija się szybko we wczesnym dzieciństwie. Elastyczność poznawcza, wyznaczanie celów i przetwarzanie informacji zwykle rozwijają się szybko w wieku 7-9 lat, a dojrzewają do 12 roku życia. Kontrola wykonawcza pojawia się zwykle wkrótce po okresie przejściowym na początku okresu dojrzewania. Nie jest jeszcze jasne, czy istnieje jedna sekwencja kroków, w których pojawiają się funkcje wykonawcze, czy też różne środowiska i doświadczenia wczesnego życia mogą prowadzić ludzi do rozwoju funkcji wykonawczych w różnej kolejności. 

## W chorobie lub zaburzeniu
Badanie funkcji wykonawczych w chorobie Parkinsona sugeruje, że obszary podkorowe, takie jak ciało migdałowate, hipokamp i jądra podstawne, odgrywają w nich ważną rolę. Modulacja dopaminy w korze przedczołowej jest odpowiedzialna za skuteczność leków dopaminergicznych w zakresie funkcji wykonawczych i prowadzi do powstania krzywej Yerkesa Dodsona. Polimorfizm o niskiej aktywności katecholo-O-metylotransferazy wiąże się z niewielkim wzrostem działania funkcji wykonawczych u osób zdrowych. Funkcje wykonawcze są upośledzone w wielu zaburzeniach, w tym zaburzeniach lękowych, depresji, chorobie afektywnej dwubiegunowej, ADHD, schizofrenii i spektrum autyzmu Uszkodzenia kory przedczołowej, takie jak w przypadku Phineasa Gage, mogą również skutkować deficytami funkcji wykonawczych. Uszkodzenie tych obszarów może również objawiać się deficytami innych obszarów funkcji, takich jak motywacja czy funkcjonowanie społeczne.